# 特库姆塞

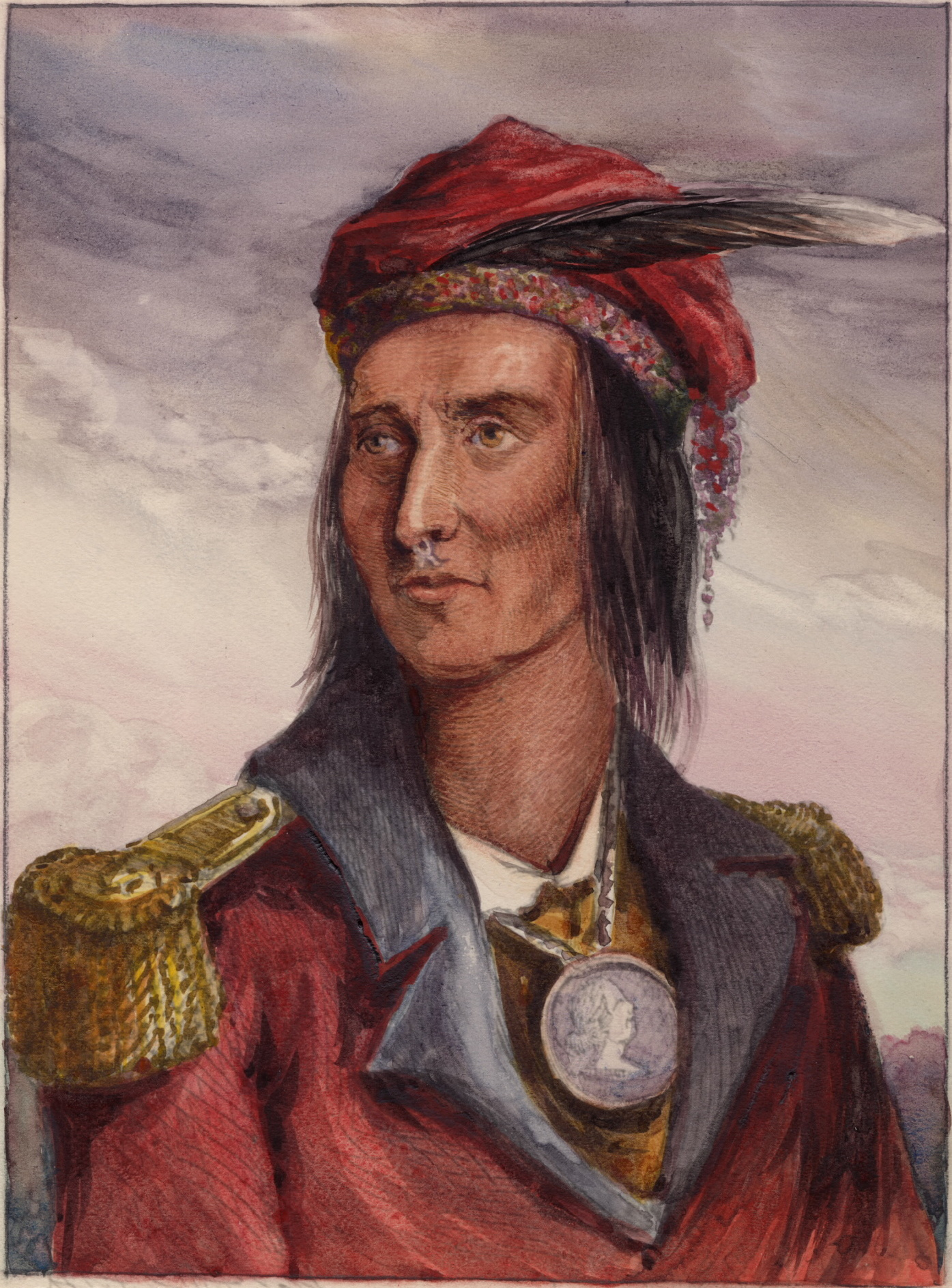
特库姆塞

特库姆塞（Tecumseh；1768年3月—1813年10月5日）是18世纪末—19世纪初北美洲印第安人肖尼族酋长、演说家、军事领袖。他反对贪求苟安的印第安酋长割让土地给白人，号召印第安人以部落间的联盟来代替部落间的战争，联合起来对付白人入侵者。
特库姆塞出生于今美国俄亥俄州斯普林菲尔德附近的印第安人老皮奎村。1774年其父遭白人杀害，其母向他灌输对白人复仇的观念。白人用谋杀和屠戮的手段侵占肖尼族的家园，毁坏他们的庄稼，这进一步加深了特库姆塞对白人的仇恨。在美国独立战争期间，他跟随酋长布莱克菲什参加英军和印第安人对美国人的联合进攻。战后数年，他仍然在西北地区对白人开展小规模的战斗。西北印第安战争爆发后，特库姆塞返回俄亥俄参与肖尼族酋长布卢杰基特领导的军事行动，参与了里卡弗里堡之围和福伦廷伯斯战役。战后西北领地的主要酋长齐集俄亥俄州与美国政府缔结《格林维尔条约》，特库姆塞拒不参加。他反对割让土地给白人，认为土地就像空气和水一样，是全体印第安人的共同财产。
他四处奔走，组织印第安人联盟（史称“特库姆塞联盟”），对抗美国政府。
1812年战争爆发前，特库姆塞集合部众，在加拿大的莫尔登堡同英军会合。他组织一支巨大的北美印第安人军队，参与了底特律围城战和梅格斯堡围城战。1813年10月5日在泰晤士河战役中，英军和印第安人大败，特库姆塞被杀。他的死标志着印第安人在俄亥俄河流域及大部分中西部低地和南部地区抵抗白人的活动的结束。
特库姆塞死后，其弟弟滕斯夸塔瓦预言“每隔20年，将有一个美国总统死在自己的任期内”，被称为“蒂珀卡努的诅咒”。

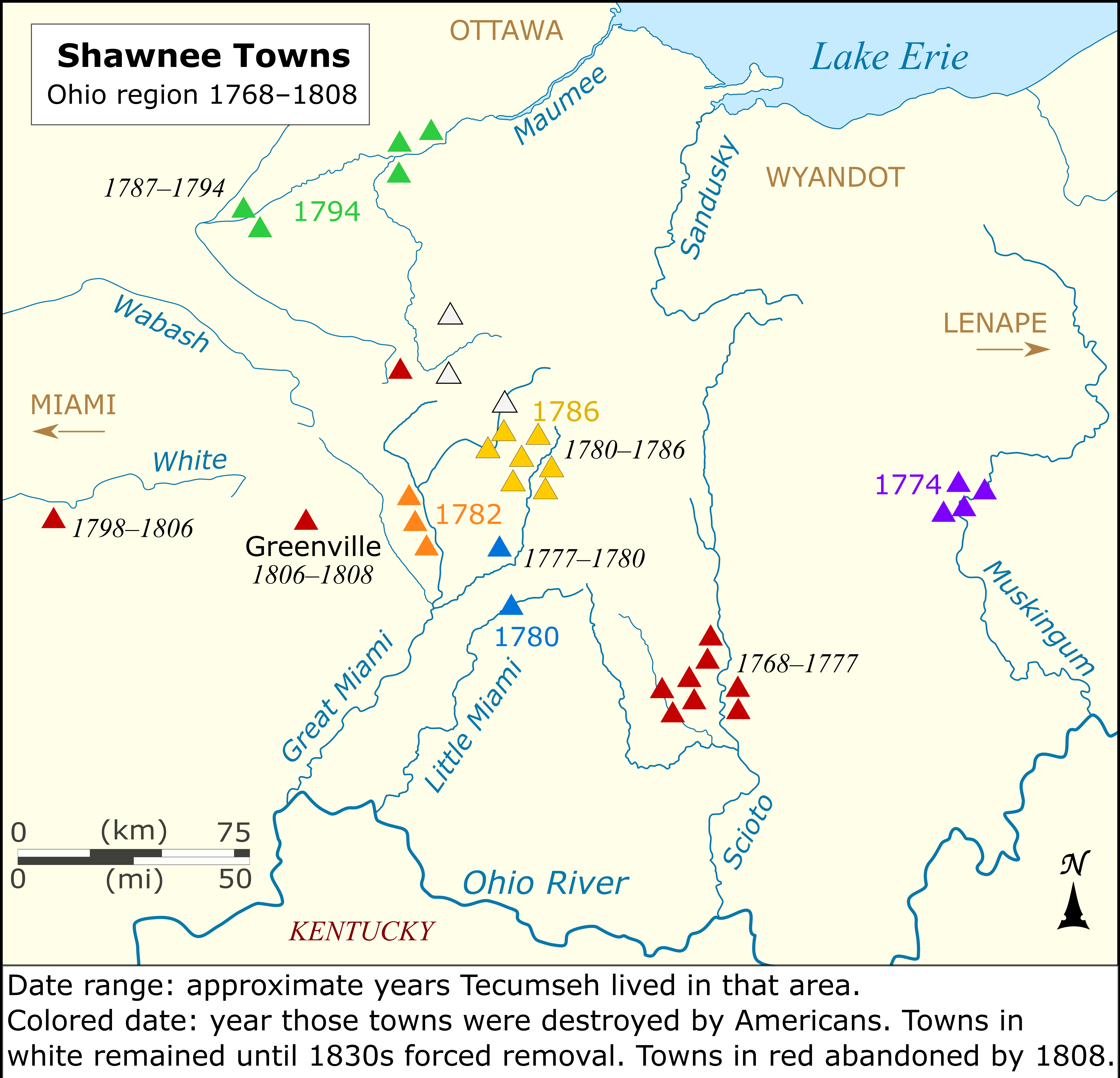
1768年—1808年，俄亥俄地区肖尼族城镇地图，标注特库姆塞居住的地点